# Julio San Lorenzo
Julio San Lorenzo (Posadas, Misiones, 20 de diciembre de 1934-Santiago del Estero, 21 de julio de 2016), fue un jugador de fútbol. Se desempeñó en Nueva Chicago, Racing y Banfield dentro del fútbol profesional argentino, y tuvo un breve paso por América de Cali en el fútbol colombiano.

## Trayectoria como jugador

### Inferiores
Julio San Lorenzo hizo las inferiores en River Plate. Al no ser tenido en cuenta por el entrenador, se fue del club al Sportivo Baradero, donde fue goleador y campeón invicto de la liga local en 1957.

### Nueva Chicago
Jugó en Nueva Chicago entre 1958 y 1962, en la Primera B, conformando la Máquina Verdinegra, una de las delanteras más recordadas del equipo de Mataderos. Fue uno de los primeros jugadores del ascenso en jugar en la selección argentina. Regresó en 1970 y ese mismo año se retiró de la actividad con un breve interinato en simultáneo como DT del primer equipo. En total, disputó 152 partidos y convirtió 74 goles.

### Racing
Jugó en Racing en 1963, donde disputó 25 partidos y anotó 16 goles, siendo el goleador del equipo.

### Banfield
En el equipo del sur del gran Buenos Aires disputó 45 partidos y anotó 16 goles, sufriendo una lesión que lo mantuvo al margen de la práctica deportiva.

## Trayectoria como entrenador
Se cuentan dos logros como entrenador, clasificando al último equipo de la provincia de Santiago del Estero a la primera división. Se trató de Estudiantes de Huaico Hondo en 1982.
También clasificó a Central Córdoba de Santiago del Estero al campeonato Nacional B de 1986.